# Conferenza di Ginevra (1954)
La conferenza di Ginevra si svolse dal 26 aprile al 21 luglio 1954 nella città svizzera di Ginevra fra i rappresentanti di diverse nazioni per ricercare un accordo di pace e una stabilizzazione politica della situazione in Corea e nell'Indocina francese. Alla conferenza parteciparono per tutta la durata dei lavori 2 superpotenze e 2 potenze della seconda guerra mondiale: Unione Sovietica, Stati Uniti, Regno Unito e Francia, insieme alla Repubblica popolare cinese. Le sedute furono presiedute dal sovietico Vjačeslav Michajlovič Molotov e dal britannico Anthony Eden.
Mentre sulla questione coreana la conferenza non raggiunse alcun risultato, gli incontri riguardo alla questione indocinese produssero una serie di trattati noti come gli accordi di Ginevra, firmati per la Francia dal presidente del consiglio Pierre Mendès France e per il Viet Minh dal capo del governo Phạm Văn Đồng. La conferenza tuttavia non riuscì a stabilizzare e pacificare la regione; al contrario la divisione del Vietnam, concordata tra le parti come misura temporanea, pose le premesse per la guerra del Vietnam che sarebbe iniziata fin dal 1955.

## Antefatti
La fine della seconda guerra mondiale in Asia era stata caratterizzata dal crollo del vasto dominio giapponese dei primi anni del conflitto che aveva travolto i possedimenti coloniali delle potenze europee: la sconfitta del Giappone tuttavia non aveva immediatamente portato al ripristino del dominio coloniale occidentale ma aveva visto il sorgere di numerosi movimenti nazionalistici locali in lotta per l'indipendenza. La situazione era ulteriormente complicata dall'esplosione della guerra fredda e dal contrasto globale da parte degli Stati Uniti contro il presunto espansionismo del comunismo che apparentemente si stava inserendo con successo all'interno dei movimenti nazionalisti asiatici.
Dopo la vittoria nel 1949 dei comunisti cinesi nella guerra civile, era seguita nel 1950 la sanguinosa guerra di Corea che aveva contrapposto le forze comuniste nord-coreane e cinesi agli Stati Uniti supportati in parte dalle altre potenze occidentali. Fin dal 1946 inoltre era in corso la guerra d'Indocina che contrapponeva le forze del corpo di spedizione coloniale della Francia al movimento nazionalista vietnamita del Viet Minh, che, sotto la guida di un capo prestigioso e capace come Ho Chi Minh, aveva conseguito numerosi successi e sembrava in grado di riunificare il paese ed espellere la potenza coloniale che pur disponeva dell'appoggio politico e militare americano.

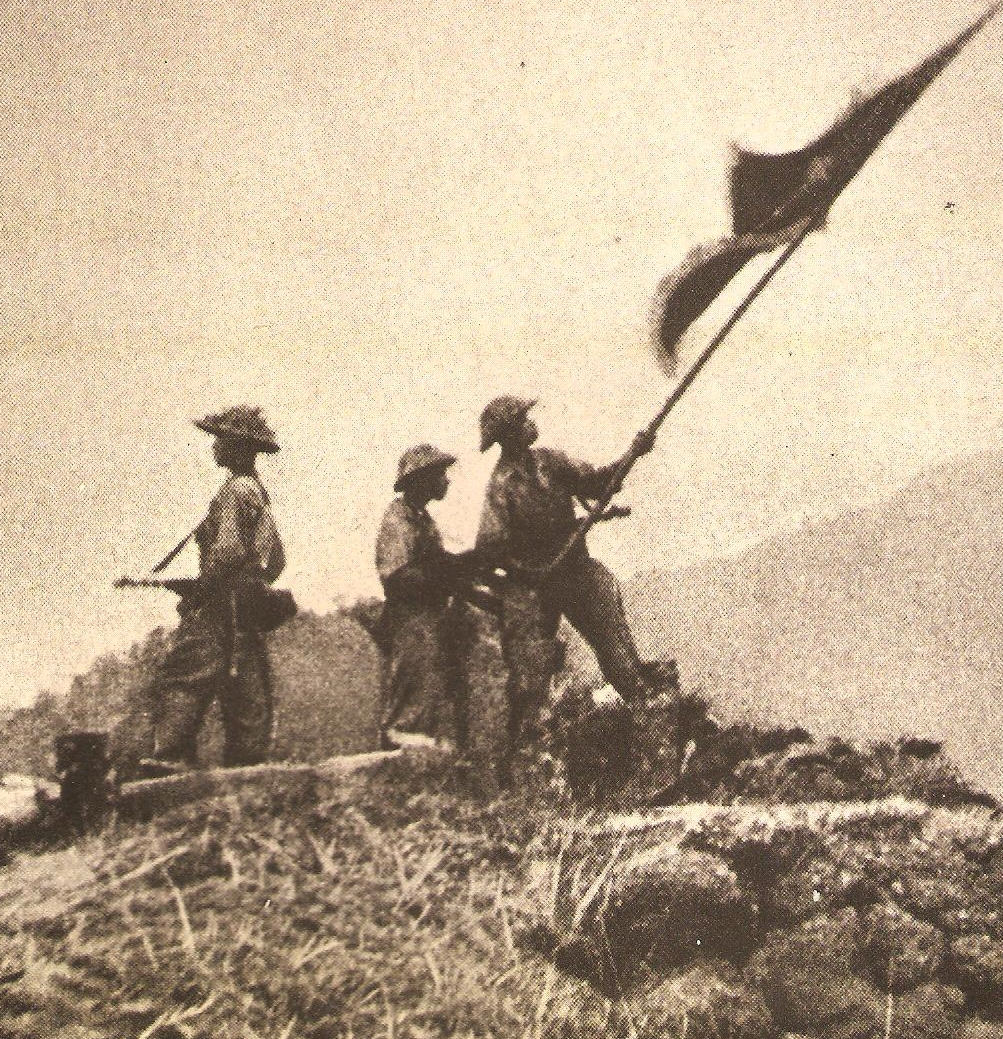
I soldati vietminh innalzano la bandiera della vittoria a Dien Bien Phu il 7 maggio 1954.

All'inizio del 1953 sembrarono finalmente verificarsi una serie di circostanze internazionali favorevoli ad un componimento del conflitto indocinese. La morte di Stalin aveva favorito l'ascesa al potere in Unione Sovietica di una nuova dirigenza decisa a intraprendere la strada della "coesistenza pacifica" con l'occidente. Poco dopo venne concluso un precario armistizio in Corea che convinse i politici francesi a ricercare a loro volta una strada diplomatica per la fine della lotta in Indocina; a novembre 1953 il presidente del consiglio Joseph Laniel affermò che in presenza di "una soluzione onorevole", la Francia avrebbe accettato "una soluzione diplomatica della guerra". Oltre alla Francia e all'Unione Sovietica, anche la Cina comunista era interessata alla ricerca di un compromesso in Indocina; i nuovi dirigenti cinesi intendevano entrare a far parte della scena diplomatica e dimostrare la loro moderazione; essi speravano di ottenere un riconoscimento internazionale del loro regime e forse attenuare l'ostilità occidentale. Inoltre i capi della Cina comunista temevano che, in assenza di un pace di compromesso in Indocina, ci fosse il rischio concreto che gli Stati Uniti soppiantassero i francesi e intervenissero direttamente minacciando il confine meridionale cinese; era quindi importante concludere un accordo negoziato che non fornisse pretesti all'interventismo americano e salvaguardasse la sicurezza della Cina anche a costo di scontentare i dirigenti Viet Minh.
In questa fase della guerra indocinese erano risolutamente contrari ad un compromesso con i comunisti, gli esponenti vietnamiti anticomunisti legati all'imperatore Bảo Đại o rappresentanti di un nazionalismo antifrancese come Ngô Đình Diệm, e soprattutto gli Stati Uniti. Il segretario di stato americano John Foster Dulles temeva che un cedimento ai comunisti in Indocina avrebbe fatto crollare la dottrina del contenimento e aperto le porte a nuove aggressioni dopo una breve tregua. Egli quindi sollecitò i francesi a rinviare l'apertura di trattative e a cercare di migliorare prima la situazione militare, garantendo crescenti aiuti finanziari.
Ho Chi Minh e la dirigenza viet minh avevano sperimentato all'inizio della guerra il fallimento dei negoziati iniziali con i francesi e riponevano scarsa fiducia nella vecchia potenza coloniale; essi quindi mantenevano in linea generale una posizione rigida ed erano contrari a trattative che non prevedessero preliminarmente l'indipendenza e l'unità del Vietnam. Il Viet Minh tuttavia era sottoposto alle forti pressioni da parte dei suoi alleati comunisti sovietici e cinesi che, per motivi di politica internazionale, sollecitavano Ho Chi Minh affinché si mostrasse disponibile al dialogo e alla trattativa. Sottoposto a queste crescenti pressioni, il capo del Viet Minh il 29 novembre 1953 manifestò per la prima volta nel corso di un'intervista con un giornalista svedese, la sua disponibilità a "porre termine alla guerra con mezzi pacifici": i cinesi e i sovietici erano al corrente di questa apertura di Ho Chi Minh e avevano già concordato in precedenza con le tre potenze occidentali una conferenza per discutere sulla situazione della Germania; in quella sede si sarebbe potuto anche affrontare la questione dell'Indocina. Dal 25 gennaio e il 18 febbraio 1954, i ministri degli esteri delle quattro grandi potenze, Stati Uniti, Unione Sovietica, Regno Unito e Francia, si riunirono nella conferenza di Berlino e non raggiunsero alcun accordo riguardo ai problemi della Guerra fredda in Europa, ma le parti concordarono la convocazione di un secondo convegno, da tenersi a Ginevra, in cui, su proposta sovietica, si sarebbe finalmente discusso dei problemi dell'Asia per cercare di stabilizzare la situazione in Corea e in Indocina; anche la Cina comunista avrebbe partecipato alla conferenza.
Nel frattempo sul terreno il conflitto indocinese stava per avere una svolta drammatica a favore del Viet Minh; dal novembre 1953 era in corso la battaglia di Dien Bien Phu e con il passare delle settimane la situazione della guarnigione francese assediata dalla forze nazionaliste vietnamite divenne sempre più difficile. Gli attacchi finali dei viet minh iniziarono il 13 marzo 1954 e, nonostante una disperata resistenza, i francesi furono costretti alla resa il 7 maggio 1954; la clamorosa sconfitta indeboliva in modo decisivo le posizioni negoziali della Francia proprio alla vigilia dell'inizio delle discussioni dedicate alla guerra d'Indocina nella conferenza di Ginevra che si aprirono il mattino dell'8 maggio 1954.

## Lo svolgimento della conferenza
(Affermazione del primo ministro cinese Zhou Enlai rivolta al presidente del consiglio francese Pierre Mendès France il 12 luglio 1954 per favorire un compromesso non completamente sfavorevole alla Francia)
(Frase pronunciata dal primo ministro del Viet Minh Phạm Văn Đồng al termine dei lavori in polemica per il comportamento di Zhou Enlai durante la conferenza)

### Discussioni sulla Corea
Le posizioni delle parti sulla questione coreana apparvero subito praticamente inconciliabili; la Corea del Sud richiedeva che essa fosse il solo governo legalmente riconosciuto, che le truppe cinesi si ritirassero e che invece le forze delle Nazioni Unite rimanessero come forza di polizia; infine i rappresentanti sudcoreani pretendevano che fossero tenute elezioni solo nel territorio nordcoreano. La Corea del Nord invece proponeva che le consultazioni elettorali fossero tenute sul tutto il territorio coreano, che tutte le truppe straniere fossero ritirate e che una commissione mista esclusivamente coreana controllasse le elezioni. Gli Stati Uniti sostennero le posizioni radicali della Sud Corea, mentre la Cina cercò un compromesso, proponendo che fosse un "gruppo di nazioni neutrali" a controllare lo svolgimento delle elezioni.
Una nuova proposta della Corea del Sud, che prevedeva l'effettuazione di elezioni su tutto il territorio coreano ma secondo la procedura costituzionale sudcoreana e sotto il controllo delle Nazioni Unite, non raggiunse alcun consenso, e quindi le discussioni furono sospese definitivamente il 15 giugno 1954. La Cina e l'Unione Sovietica presentarono all'ultimo momento una dichiarazione generale in cui veniva stabilito che i negoziati sarebbero ripresi in un secondo momento e che l'obiettivo avrebbe dovuto essere una Corea unificata, democratica e indipendente; tuttavia neppure questo documento raggiunse un consenso tra le parti e quindi le discussioni della conferenza dedicate alla questione coreana si conclusero senza che fosse approvata alcuna dichiarazione formale.

### Discussioni sull'Indocina

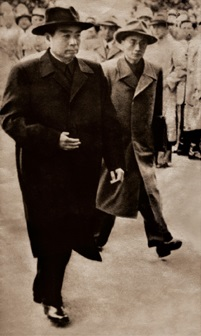
Il primo ministro cinese Zhou Enlai durante la conferenza.

All'inizio delle sedute dedicate alla guerra d'Indocina, tra i delegati erano diffusi la sfiducia e il nervosismo; in particolare i rappresentanti Viet Minh, guidati dal capo del governo Phạm Văn Đồng, non mantenevano rapporti diretti né con i francesi, né con i delegati dell'imperatore "fantoccio" Bảo Đại. Inoltre era presente estrema tensione intorno alla delegazione della Cina comunista: gli americani ignoravano completamente i rappresentanti cinesi mentre i francesi all'inizio rifiutarono contatti diretti e anche i sovietici non mascheravano la loro scarsa simpatia per i comunisti cinesi. Il ministro degli esteri britannico Anthony Eden espresse il suo stupore per il deplorevole andamento iniziale dei lavori, caratterizzato dalla scarsezza di risultati e dal pericolo del polemico ritiro di qualche delegazione.

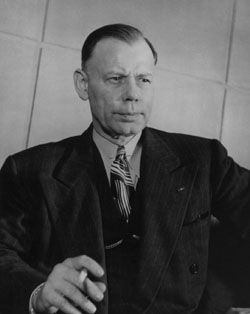
Il delegato americano alla conferenza, Walter Bedell Smith.

Le posizioni iniziali delle delegazioni apparivano difficilmente conciliabili. Il rappresentante statunitense Walter Bedell Smith aveva ricevuto precise istruzioni dal segretario di stato John Foster Dulles di non impegnare formalmente gli Stati Uniti in alcun accordo con i comunisti, di rifiutare il riconoscimento politico del Vietminh e di salvaguardare gli interessi strategici americani nel Sud-Est asiatico facendo pressioni sui francesi affinché non facessero concessioni.
I primi colloqui tra le parti furono difficili e completamente infruttuosi; il rappresentante francese, il ministro degli esteri Georges Bidault mantenne una posizione rigida rifiutando ogni accordo politico stabile e richiedendo solo una tregua militare tra i belligeranti; in questo modo il governo francese Laniel sperava di tranquillizzare l'opinione pubblica, ridurre le perdite sul campo e guadagnare tempo. Sembra tuttavia che in realtà i francesi già in questa prima fase dei colloqui avessero ipotizzato in via riservata la divisione del Vietnam e un riconoscimento dell'autorità del Viet Minh in cambio del "cessate il fuoco". Il rappresentante del Viet Minh, il primo ministro Pham Van Dong, respinse completamente le proposte francesi e richiese invece il ritiro completo e incondizionato della potenza coloniale. La soluzione politica in Vietnam sarebbe stata affidata direttamente ai vietnamiti che avrebbero dovuto essere liberi di decidere autonomamente; il Viet Minh, forte del prestigio ottenuto con la lotta per l'indipendenza, era sicuro che il regime dell'imperatore Bao Dai sarebbe rapidamente crollato in assenza di sostegni esterni e che il paese sarebbe stato riunificato sotto il predominio del movimento comunista-nazionalista di Ho Chi Minh. Le posizioni diplomatiche del Viet Minh, che comprendevano anche la richiesta che il Laos e la Cambogia passassero sotto il potere dei movimenti di resistenza del Pathet Lao e dei Liberi Khmer, erano inconciliabili con le posizioni delle potenze occidentali e i francesi le respinsero fermamente, di conseguenza la conferenza di Ginevra proseguì fino alla metà del mese di giugno 1954 senza registrare alcun avvicinamento tra le parti.
Due nuovi fattori modificarono finalmente la situazione e riuscirono a sbloccare la conferenza; in primo luogo in Francia cadde il governo Laniel e assunse l'incarico di presidente del consiglio Pierre Mendès-France che il 17 giugno 1954, nel suo primo discorso in parlamento, affermò che in caso di insuccesso della conferenza c'era il rischio di un'estensione della guerra e che, quindi egli era deciso a trovare un accordo entro il tempo di un mese, in caso di fallimento, Mendès-France annunciò che si sarebbe dimesso. Il secondo fattore che influì in modo decisivo sull'andamento della conferenza fu l'audace e spregiudicata azione diplomatica del primo ministro cinese Zhou Enlai che divenne il protagonista dei negoziati finali a Ginevra.
Zhou Enlai riuscì inizialmente a convincere i rappresentanti vietnamiti a rinunciare a sostenere le richieste del Pathet Laos e dei Liberi Khmer in Cambogia e Laos, quindi il 23 giugno 1954 ebbe un primo incontro segreto con Mendès-France all'ambasciata francese a Berna. In questo incontro egli riferì al presidente del consiglio francese che era favorevole ad una tregua militare e che era contrario all'espansionismo viet minh in Laos; soprattutto prospettò per la prima volta la possibilità di una divisione del Vietnam in due stati distinti. Nella successiva riunione segreta del 12 luglio Zhou Enlai, desideroso soprattutto di mettere fine al conflitto, sembrò ancor più ben disposto verso i francesi ed evidenziò con espressioni velate che il Viet Minh avrebbe dovuto fare concessioni.

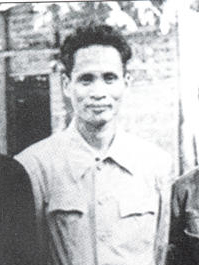
Il primo ministro Viet Minh Phạm Văn Đồng.

Il segretario di stato americano Foster Dulles era estremamente irritato da questa diplomazia segreta che escludeva gli Stati Uniti; egli temeva un cedimento francese che avrebbe aperto le porte in pochi mesi a una dominazione comunista in tutta l'Indocina, e considerò la possibilità di ritirare la delegazione dalla conferenza. Nonostante l'ostilità americana tuttavia, le trattative segrete proseguirono rapidamente; Mendès-France in pratica accettò la proposta cinese di dividere il Vietnam mentre anche il primo ministro viet minh Pham Van Dong, sottoposto alle pressioni di cinesi e sovietici, finì per concordare con il progetto di spartizione. Il duro diplomatico vietnamita tuttavia premeva perché la divisione fosse concordata al tredicesimo parallelo e soprattutto fosse temporanea; egli richiedeva che entro sei mesi si svolgessero elezioni generali per riunificare il Vietnam. Una consultazione elettorale in tempi così rapidi avrebbe con ogni probabilità visto un trionfo del movimento Viet Minh, vincitore della Francia.
I francesi non potevano accettare queste condizioni stabilite da Pham Van Dong e la conferenza sembrò nuovamente sulla via del fallimento; Mendès-France tuttavia aveva bisogno di affrettare i tempi visto che la sua stessa scadenza di un mese di tempo per concludere le trattative si stava avvicinando. La conferenza ebbe la svolta finale la sera del 12 luglio 1954 su iniziativa del ministro degli esteri sovietico Vjačeslav Michajlovič Molotov che ufficialmente presiedeva i lavori insieme al britannico Anthony Eden. Il diplomatico sovietico riunì nella sua residenza a Ginevra, Zhou Enlai, Mendès-France, Pham Van Dong ed Eden, mentre furono esclusi Bedell Smith e il delegato di Bao Dai. La riunione ebbe momenti di estrema tensione, Pham Van Dong cercò di far approvare una divisione del Vietnam lungo il sedicesimo parallelo ed elezioni generali entro un anno, diciotto mesi al massimo, mentre Mendès-France proponeva il diciottesimo parallelo e consultazioni elettorali in una data da stabilirsi successivamente. Alla fine Molotov fece due proposte di compromesso che raggiunsero il consenso delle parti: la divisione del Vietnam sarebbe stata stabilita sul diciassettesimo parallelo e le elezioni si sarebbero tenute entro due anni.
Le sorprendenti e inattese conclusioni della conferenza di Ginevra permisero a Mendès-France di raggiungere la pace nei tempi previsti nel suo discorso di insediamento e di ottenere condizioni meno dure di quanto era prevedibile dopo la catastrofe di Dien Bien Phu; Pham Van Dong e i delegati del Viet Minh invece furono amaramente delusi; irritati per il comportamento dei cinesi, non nascosero il loro disappunto per il mancato appoggio delle grandi potenze comuniste. Per la Cina la conferenza di Ginevra fu un importante successo, la nuova potenza asiatica dimostrò la sua influenza e la sua spregiudicatezza; Zhou Enlai giunse al punto di affermare dopo la conclusione dei lavori che egli auspicava una divisione permanente del Vietnam e che la Cina avrebbe potuto riconoscere il regime del Vietnam del Sud guidato da Bao Dai e Ngô Đình Diệm.
La conferenza, nonostante le intese raggiunte, terminò di un'atmosfera di risentimento e sfiducia, dal punto di vista formale venne concluso solo un accordo che stabiliva la fine del conflitto militare in Vietnam, Laos e Cambogia, ma non furono redatti documenti politici generali approvati da tutte le parti in causa. Venne firmata dalla Francia e dal Viet Minh (ufficialmente il governo della Repubblica Democratica del Vietnam) una dichiarazione in cui si concordava su una divisione temporanea del Vietnam al diciassettesimo parallelo a cui sarebbe seguita una consultazione elettorale generale da tenersi nel luglio 1956 che avrebbe dovuto sancire l'unità del paese. In attesa della riunificazione, le forze militari francesi ancora presenti a nord della linea di separazione sarebbero state trasferite a sud del diciassettesimo parallelo dove sarebbero rimaste fino allo svolgimento delle elezioni, mentre le forze viet minh attive nel meridione si sarebbero spostate a nord.
Questo accordo tra Francia e Viet Minh ricevette un sostegno puramente verbale dalle altre potenze presenti alla conferenza che inoltre sottoscrissero una dichiarazione in cui prendevano semplicemente nota delle intese raggiunta tra le parti, tuttavia gli Stati Uniti e il governo di Bao Dai e Ngo Dinh Diem non approvarono neppure questo documento minimale. Il rappresentante statunitense Bedell Smith presentò una dichiarazione separata che, in accordo con le direttive ricevute dall'amministrazione Eisenhower, affermava che gli Stati Uniti temevano "il rinnovarsi dell'aggressione" comunista in Indocina. Il governo di Saigon, presieduto da pochi mesi dall'intransigente Ngo Dinh Diem, respinse esplicitamente gli accordi di Ginevra, dichiarando che "una nuova guerra era in vista in Vietnam".

## Eventi successivi alla conferenza di Ginevra
Anche dopo la conferenza, fin dall'inizio le possibilità di una composizione pacifica del conflitto indocinese apparvero scarse; gli americani erano sempre timorosi di un'avanzata comunista in tutto il Sud-Est asiatico e quindi ritenevano gli accordi di Ginevra del tutto insoddisfacenti; in particolare il segretario di stato Foster Dulles era deciso a organizzare un solido sistema di alleanza in funzione anti-comunista. L'8 ottobre 1954 egli riuscì a costituire la SEATO che comprendeva oltre alle tre grandi potenze occidentali, Stati Uniti, Regno Unito e Francia, l'Australia, la Nuova Zelanda, le Filippine, il Pakistan e la Thailandia. Il trattato stabiliva che le nazioni aderenti avrebbero dovuto contribuire alla difesa del Sud-Est asiatico e inoltre avrebbero dovuto proteggere l'indipendenza del Vietnam del Sud, del Laos e della Cambogia.

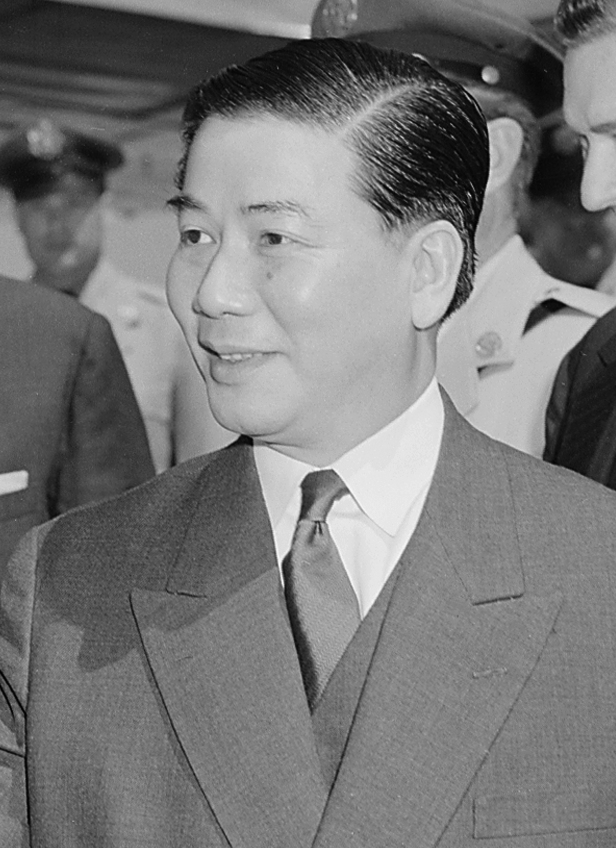
Il presidente del Vietnam del Sud Ngô Đình Diệm che respinse gli accordi della conferenza di Ginevra.

In realtà la coesione della SEATO era minata dalle divergenze di fondo tra Stati Uniti e Francia; secondo gli accordi di Ginevra le truppe francesi avrebbero dovuto rimanere nel Vietnam del Sud fino alla consultazione elettorale prevista per luglio 1956, ma gli americani erano determinati a prendere direttamente il controllo della situazione e sostituire i francesi, il cui completo e rapido ritiro era anche richiesto dal primo ministro sudvietnamita Ngo Dinh Diem, deciso ad appoggiare gli statunitensi e evitare del tutto le elezioni generali.
Nonostante la discutibile personalità di Ngo Dinh Diem e l'evidente mancanza di consenso al suo governo, gli americani, soprattutto su impulso del segretario di stato Foster Dulles, appoggiarono fortemente il nuovo regime; i capi militari statunitensi e in particolare l'esperto generale J. Lawton Collins, espressero critiche a questa politica che appariva destinata al fallimento, mentre i francesi, le cui truppe abbandonarono Hanoi il 9 ottobre 1954 e completarono il ritiro completo dall'Indocina entro il 1955, ritenevano che Diem fosse "non soltanto incapace, ma anche pazzo". Il governo americano in realtà si rallegrò del ritiro anticipato francese e assunse ben presto un potere dominante sul regime di Ngo Dinh Diem in Vietnam del Sud. Inizialmente per la verità i pronostici pessimistici sembrarono essere smentiti dai successi di Diem che, grazie all'aiuto dei consiglieri americani, distrusse le potenti sette che contrastavano il suo potere e attaccò i nuclei viet minh rimasti al sud, migliorando il controllo del territorio. Ben presto Ngo Dinh Diem assunse i pieni poteri e depose con un referendum manipolato a suo favore, l'imperatore Bao Dai. Il governo filo-americano infine ottenne un grande successo propagandistico con l'arrivo dal nord di quasi un milione di profughi, principalmente cattolici, in fuga dal regime comunista instaurato dal Viet Minh.

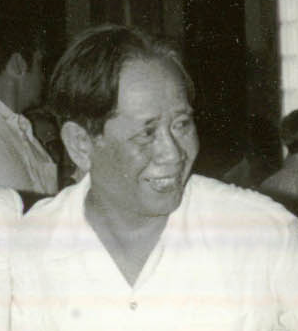
Il dirigente comunista Lê Duẩn, il principale fautore dell'insurrezione in Vietnam del Sud.

Forte di questi successi, dell'esito plebiscitario del referendum e dell'appoggio americano, Ngo Dinh Diem quindi respinse sistematicamente le richieste di far svolgere le elezioni generali previste dalla conferenza di Ginevra in vista della riunificazione del Vietnam. Il capo del Vietnam del Sud asseriva che le consultazioni, a causa del "dominio comunista" a nord, non avrebbero potuto essere "assolutamente libere" e gli americani in pratica sostennero le sue posizioni affermando strumentalmente che si trattava di una questione interna vietnamita che quindi avrebbe dovuto essere risolta con accordi bilaterali tra i due Vietnam. La scadenza del luglio 1956 trascorse senza che fosse stata indetta alcuna consultazione elettorale per la riunificazione.
Le forze Viet Minh rimaste nel Vietnam del Sud dopo la divisione del paese nella speranza di una riunificazione pacifica erano esasperate per il comportamento del regime di Diem e per le repressioni violente, ma Ho Chi Minh inizialmente consigliò la pazienza e la prudenza in attesa delle auspicate elezioni generali; tra le grandi potenze comuniste prevalevano ancora posizioni moderate contrarie a una riapertura delle ostilità; anche i sovietici non erano contrari a una divisione permanente del Vietnam. Solo dopo aver constatato che il regime di Saigon non avrebbe mai concesso elezioni generali e aver ricevuto ripetuti appelli da parte degli elementi viet minh presenti al sud, Ho Chi Minh diede il suo consenso per una limitata attività di resistenza nel Vietnam del Sud, tuttavia fino al 1959 il governo di Hanoi ritenne che la "situazione non era matura per un'insurrezione".
Il viaggio a sud di Lê Duẩn, il dirigente comunista maggiormente favorevole alla resistenza armata contro Diem, ebbe conseguenze decisive; le sue valutazioni favorirono nuove decisioni della dirigenza nordvietnamita che autorizzò i compagni a sud a sviluppare la "lotta armata" e iniziò ad organizzare il sostegno logistico per i guerriglieri. L'attività di resistenza si sviluppò con successo soprattutto nelle aree rurali e alla fine del 1960 la coalizione delle forze in opposizione al regime di Saigon costituirono il Fronte di Liberazione Nazionale del Vietnam del Sud che da quel momento avrebbe ufficialmente guidato l'insurrezione.
Gli accordi della conferenza di Ginevra erano ormai irreversibilmente superati dalla nuova situazione sul campo, la guerra del Vietnam, che avrebbe visto il totale coinvolgimento politico e militare americano, era in corso e sarebbe terminata solo nel 1975 con la vittoria completa delle forze comuniste e la riunificazione del Vietnam.